# Monotaxia
Monotaxia là một chi bướm đêm thuộc họ Geometridae.